# YouTube Rewind
YouTube Rewind és una recopilació dels videos més vists de YouTube durant l'any. La seva publicació forma part del canal oficial de Youtube en format de video disponible cada desembre. El video de l'any 2018 es va situar en pocs dies com el vídeo amb pitjor rebuda de la història de la plataforma, superant en dislikes a la cançó "Baby" de Justin Bieber.

## Història

### 2010
El primer vídeo va ser YouTube Rewind 2010: Year in Review (en català, L'any en retrospectiva) va ser pujat al canal YouTube Trends el 12 de desembre de 2010. El canal YouTube Spotlight va pujar el mateix vídeo l'endemà, suposadament per guanyar més visites. El vídeo de Bed Intruder Song, per Antoine Dodson i The Gregory Brothers va ser rellevat el vídeo número #1 de 2010.

### 2011
El 2011, Rebecca Black va convertir-se en l'eix principal del vídeo. Black presentava els deu vídeos més visitats de l'any amb una intermissió a mode de muntatge. El vídeo culminava amb la revelació que el vídeo més vist de l'any era la cançó "Friday" de la mateixa Rebecca Black.

### 2012
El 2012, Gangnam Style de PSY, i Carly Rae Jepsen amb Call Em Maybe, va ser el bàsic l'any. En comparació de l'any anterior, reconeguts Youtubers van aparèixer actuant en el vídeo, incloent l'actuació del mateix PSY. Aquest vídeo, denominat Rewind YouTube Style 2012, va fer referències a les eleccions al president dels Estats Units, Felix Baumgartner, i la NASA, els quals van aparèixer en el vídeo.

### 2013
L'11 de desembre de 2013, el canal de YouTube Spotlight va pujar YouTube Rewind: What Does 2013 say?. La cançó principal usada va ser la de Ylvis The Fox (What Does the Fox Say?). També afegint altres temes del 2013 com el tema de Robin Thicke anomenat Blurred Lines, els temes de Miley Cyrus We Can't Stop i Wrecking Ball, Gentleman de PSY (eliminada del vídeo al gener del 2015 per una raó desconeguda.), Macklemore i Ryan Lewis amb el seu àlbum The Heist, Lady Gaga amb Applause, Katy Perry amb Roar i el mem de Harlem Shake. El vídeo va ser produït per Portal A. El video va ser dedicat en memòria de Talia Joy, una jove de 13 anys que va perdre la batalla contra el càncer al juliol de 2013.

### 2014
El 9 de desembre de 2014, YouTube Spotlight va pujar YouTube Rewind: Turn down for 2014, incloent cançons de fons com Turn Down for What, Bang Bang, Happy, #SELFIE, Anaconda, Dark Horse, Fancy, All About That Bass, Let It Go i Shake It Off. Va comptar amb celebritats convidades com Stephen Colbert, Jimmy Kimmel, John Oliver, Chris Hardwick, Conchita Wurst, i Conan O'Brien. Entre els YouTubers apareguts s'inclouen PewDiePie, Danisnotonfire, Amazing Phil, Connor Franta, iJustine, Tyler Oakley, Bethany Mota, Germán Garmendia, Smosh, iiSuperwomanii i Kid President. En total, 120 YouTubers van figurar-hi. Juntament amb el vídeo Turn Down for 2014, Youtube va crear dues llistes de reproducció, - "Top Trending Videos of 2014" i "Top Trending Music Videos of 2014" a "el canal Rewind de YouTube". Els enregistraments es van realitzar a Regne Unit, Japó i el propi lloc d'enregistrament, als Estats Units.

### 2015
El 9 de desembre de 2015, el canal de Youtube Spotlight va pujar YouTube Rewind: Watch Em 2015 en la qual s'inclouen cançons de fons com What Do You Mean?, "Watch Em (Whip/Nae Nae)", Cheerleader, Can't Feel My Face, Lean On i Broken Arrows. Al seu torn es van interpretar fenòmens virals de l'any incloent el Cas Obergefell contra Hodges, DO IT, clips del videojoc Five Nights at Freddy's, i el fenomen viral del "Vestit blau i negre o daurat i blanc", al seu torn van fer un homenatge als 10 anys de YouTube. Van aparèixer més de 100 YouTubers, ensems convidats com OMI i John Oliver.

### 2016
El 7 de desembre de 2016, va ser estrenat el Rewind 2016 "YouTube Rewind: The Ultimate 2016 Challenge" al canal de YouTube Spotlight, avisat prèviament el passat 5 de desembre mitjançant un 'tràiler'. El Rewind inclou uns 200 youtubers; entre ells: Pewdiepie, qui va aconseguir els 50 milions de subscriptos l'any 2016; MOX, Rosanna Pansino, MegdeAngelis, Lilly Singh, Yuya, Los Polinesios, Lele Pons, Rodrick Arias, El Rubius, CaEliKe, Enchufetv, Meredith Foster, Liza Koshy, Connor Franta, LaurDIY, Germán Garmendia, Sebastián Villalobos, entre uns altres.Com convidats especials van estar Pikotaro, cantautor fictici creat pel comediant japonès Daimaou Kosaka, creador del video musical viral «PPAP (Pen-Pineapple-Apple-Pen)», James Corden, amb el popular Carpool Karaoke, 'The Rock' (Dwayne Johnson) i Charlamagne da god. A més dels youtubers, al vídeo anual de YouTube Rewind apareixen celebritats com Justin Bieber, Fifth Harmony, Nicky Jam i The Chainsmokers. Aquests tres últims formant part de la llista dels videos musicals més vists en la plataforma.Al vídeo es pot visualitzar als youtubers realitzant els challenges més coneguts d'aquest any com el Bottle flip challenge, a més del fenomen mundial Pokémon GO i es realitza un tribut a la sèrie hit de l'estiu "Stranger Things", realitzat per Donen&Phil, Aquest vídeo va ser gravat en més de 18 països, sent anomenat "The Ultimate 2016 Challenge", el tema de YouTube Rewind 2016 @tratar com els creadors poden canviar la realitat i engrandir alguns elements dels seus vídeos. El portal descriu al vídeo com un "Rewind Reality", és a dir que no es limita a l'activitat de Youtube.Compost el remix per The Hood Internet, i per Major Lazer. El Rewind de 2016 ha destacat per haver estat el primer Rewind a superar en visites al Rewind anterior (2015) des de 2012.

### 2017
El 6 de desembre de 2017 va ser estrenat el Rewind 2017 "YouTube Rewind: The Shape of 2017" al canal de YouTube Spotlight com sol ser des dels seus orígens, anunciat prèviament el 4 de desembre mitjançant un 'tràiler'. El Rewind acull a més de 200 youtubers; destaquen entre ells: Experimentos Caseros, Luisito Comunica, Markiplier, iJustine, Els Polinesis, CaELiKe, Lele Pons, Juanpa Zurita, Mariale, Enchufe.tv, Luisito Rei, Yuya, Werevertumorro entre molts altres. Com convidats especials es destaquen a Luis Fonsi de la companyia de Daddy Yankee.En aquest any representa tots els vídeos i elements cèlebres de 2017, com el Shooting Stars, The Floor is Lava (El sòl és lava), el Fidget spinner o esdeveniments com l'Eclipsi solar del 21 d'agost de 2017. Les cançons més destacades van ser Despacito, Shooting Stars, Shape Of You, All Star, Rolex, entre moltes altres.En aquest vídeo, a més, es van incloure memòries de l'Atemptat de Mánchester de 2017 i els diversos Terratrèmols de Mèxic de 2017. El remix va ser compost per The Hood Internet i Marshmello.

### 2018
El 6 de desembre de 2018 va ser estrenat el Rewind 2018 "YouTube Rewind 2018: Everyone Controls Rewind" al canal de YouTube Spotlight i anunciat prèviament el 3 de desembre mitjançant un 'tràiler'. El Rewind acull a més de 100 youtubers; destaquen entre ells: Los polinesios, Luisito Comunica, Ami Rodriguez, JukiLop, Profe Julio, Pautips, Lele Pons, Sofia Castro, Liza Koshy, Marques Brownlee entre molts altres. Com convidats especials es va destacar a Will Smith en el canó del colorit.En aquest any representa tots els vídeos i elements cèlebres de 2018, com les noces reals entre Enrique de Sussex i Meghan Markle, #InMyFeelings Challenge, Japanese Foil Ball Challenge, Melting lipsticks, Muk-bang Challenge, el ASMR o esdeveniments com el grup B del mundial de futbol de 2018, Tesla Roadster d'Elon Musk, el vídeo viral d'un nen yodeleando la cançó de "Lovesick Blues" de Hank Williams en un Walmart, entre uns altres. Les cançons més destacades van ser High Hopes, Idol, Happier, I Like It, In My Feelings, Dame La teva Coseta, Baby Shark entre moltes altres.En aquest vídeo, a més, es van incloure videojocs com Fortnite. 
Si ben Everyone Controls Rewind va rebre 2.1 milions de "m'agrada", el 12 de Desembre va superar la xifra de 10 milions de dislikes, sent aquest el primer vídeo a aconseguir aquesta xifra de desaprovació i convertint-se en el vídeo més odiat en la història de YouTube a tan sols una setmana de la seva publicació, substituint al videoclip musical Baby de Justin Bieber.

### 2019
El 5 de desembre del 2019 es va estrenar el Rewind 2019 "YouTube Rewind 2019: For the Record". Va estar publicat al canal oficial de YouTube. Amb aquest nou Rewind, YouTube volia fer-se càrrec del desastre del Rewind de l'any anterior, que va acabar superant un récord en dislikes en la seva pròpia plataforma i que actualment ja en suma 18 milions. En el Rewind del 2019 volien reivindicar que l'any anterior havien fet algu que als usuaris no havia agradat, fent referència al desastre que va suposar el video. És per això, que van voler utilitzar el que havia passat per fer un paral·lelisme amb el nou Rewind del 2019. YouTube va vendre el Rewind 2019 amb el següent lema: "Al 2018, vam fer una cosa que no us va agradar. Pel Rewind 2019 anem a veure que us va agradar". D'aquesta manera el Rewind es va convertir en una espècie de "top" dels videos i dels Youtubers més rellevants del 2019. Convertint així el Rewind en un video de récords, com, irònicament i sense voler-ho van fer ells mateixos amb el Rewind 2018, però aquesta vegada récords positius.
Per fer-ho, van dividir els videos en diferents apartats:
Els videos de creadors amb més likes:
1. MrBeast, Make This Video The Most Liked Video On Yotube
2. PewDiePie, Marzia & Felix - Wedding 19.08.2019
3. Whindersonnunes, O DIA EM QUE ASSISTI BIRD BOX
4. Black Gryph0n, ONE GUY, 54 VOICES
5. Nilson Izaias Papinho Oficial, Minha slime deu certo
6. SethEverman, how to create billie eilish's "bad guy"
7. James Charles, No More Lies
8. Andymation, My BIGGEST Flipbook EVER
9. A4, ПОКУПАЮ ВСЁ ЧТО ТЫ МОЖЕШЬ УНЕСТИ ИЗ МАГАЗИНА !
10. Shane Dawson, Conspiracy Theories with Shane Dawson

Els videos musicals amb més likes:
1. Shawn Mendes, Camilla Cabello, Señorita
2. BTS, Boy With Luv feat. Halsey
3. BlackPink, 'Kill This Love'
4. Billie Eilish, bad guy
5. Lil Nas X, Old Town Road ft. Billy Ray Cyrus
6. Ariana Grande, 7 rings
7. Lil Dicky, Earth
8. Daddy Yankee & Snow, Con Calma
9. J-Hope, 'Chicken Noodle Soup (feat. Becky G)'
10. T-Series, Vaaste

Els videos de dansa amb més likes:
1. ChapkisDanceUSA, Con Calma Choreography
2. Awez Darbar, O SAKI SAKI Choreography
3. 1MILLON Dance Studio, gogobebe(고고베베) - MAMAMOO(마마무)
4. Equipo Naach, O SAKI SAKI Choreography
5. Galen Hooks, Bury a Friend Choreography ft. Maddie Ziegler, Charlize Glass

Els videojocs amb més visites:
1. Minecraft
2. Fortnite
3. Grand Theft Auto
4. Garena Free Fire
5. Roblox

Els videos de bellesa amb més likes:
1. James Charles, Makeup Tutorial en Español
2. Shane Dawson, The Beautiful World of Jeffree Star
3. Kylie Jenner, A Day in the Life
4. jeffreestar, Kylie Skin Review with Shane Dawson
5. Anaysa, 7 Life Saving HACKS for Perfect SKIN & HAIR

Els millors creadors de "Breakout":
1. LOUD
2. 워크맨-Workman
3. 백종원의 요리비책 Paik's Cuisine
4. Magnet World
5. Noah Schnapp
6. Jennelle Eliana
7. 하루한끼 one meal a day
8. LOUD Coringa
9. LOUD Babi
10. Shoaib Akhtar

Els creadors més visitats:
1. PewDiePie
2. Felipe Neto
3. Pencilmation
4. Jelly
5. David Dobrik
6. Dude Perfect
7. MrBeast
8. LazerBeam
9. Fischer's-フィッシャーズ-
10. Azzyland

Aquests van ser els 7 "tops" i els videos i Youtubers que van compondre el Rewind del 2019, a més d'altres récords específics que surten al Rewind.

## Visió general
| Títol (original)                              | Dia de pujada          | Visualitzacions (en milions) | M'agrada (en milers) | No m'agrada (en milers) | Percentatge de m'agrada | Percentatge de no m'agrada |
| --------------------------------------------- | ---------------------- | ---------------------------- | -------------------- | ----------------------- | ----------------------- | -------------------------- |
| YouTube Rewind 2010: Year in Review           | 13 de desembre de 2010 | 6,32 M                       | 55,33                | 4,16                    | 92.11 %                 | 7.89 %                     |
| YouTube Rewind 2011                           | 20 de desembre de 2011 | 12,29 M                      | 94,57                | 86,65                   | 46.48 %                 | 53.52 %                    |
| Rewind YouTube Style 2012                     | 17 de desembre de 2012 | 191,4 M                      | 1.361,31             | 83,27                   | 94.06 %                 | 5.94 %                     |
| YouTube Rewind: What Does 2013 Say?           | 11 de desembre de 2013 | 193,5 M                      | 1.485,35             | 78,57                   | 94.81 %                 | 5.19 %                     |
| YouTube Rewind: Turn Down for 2014            | 9 de desembre de 2014  | 134,11 M                     | 1.560,47             | 77,68                   | 95.2 %                  | 4.8 %                      |
| YouTube Rewind: Now Watch Em 2015             | 9 de desembre de 2015  | 152,94 M                     | 2.733,54             | 201                     | 93.04 %                 | 6.96 %                     |
| Youtube Rewind: The Ultimate 2016 Challenge   | 7 de desembre de 2016  | 238,63 M                     | 3.711,52             | 551,95                  | 86.63 %                 | 13.37 %                    |
| Youtube Rewind: The Shape of 2017             | 6 de desembre de 2017  | 235,16 M                     | 4.213,56             | 2.212,09                | 65.72 %                 | 34.28 %                    |
| YouTube Rewind 2018: Everyone Controls Rewind | 6 de desembre de 2018  | 206,39                       | 2.820,56             | 17.834,9                | 22.8 %                  | 77.2 %                     |
| YouTube Rewind 2019: For the Record           | 5 de desembre de 2019  | 107,42 M                     | 3.399,3              | 9.018,73                | 27,37%                  | 72,63%                     |